# Wakoopa
Wakoopa — закрывшаяся социальная сеть, которая отслеживала использование приложений пользователями и вела статистику.

## Спецификация
Пользователи могли узнать какие программы используют их друзья, и получить рекомендации по повышению эффективности программ. Сайт включал в себя небольшую программу Tracker, которая работала в фоновом режиме на компьютере пользователя. Приложение собирало информацию о работе с программным обеспечением и играми, а затем публиковало информацию в профиль пользователя на сайте.
Сайт wakoopa.com поддерживал идеологию Web 2.0, и позволял пользователям писать рецензии, давать описания и теги программе. Пользователи могли создавать группы и вести статистику для них. Практически каждый модуль сайта поддерживал подписку по RSS.
Сайт располагался а Амстердаме, Нидерланды.
В июне 2012 года было объявлено о закрытии сайта

## Как это работало
Благодаря одноимённой программе Wakoopa, которая находился на стороне клиента, отслеживая и логируя какие программы и веб-приложения использовались, профиль постоянно обновлялся. Wakoopa учитывала, как долго использовалось каждое приложение и рекомендовала программы, на основе использованного программного обеспечения. Также были страницы для каждого приложения, которое попало в базу данных Wakoopa. Страницы можно было редактировать для поддержания информации в актуальном состоянии. На странице приложения можно было найти статистику его использования.